# Tony Rougier
Anthony Leo Rougier, detto Tony (Sobo Village, 17 luglio 1971), è un ex calciatore trinidadiano, di ruolo centrocampista.

## Palmarès

### Club

#### Competizioni nazionali
- Scottish First Division: 1

Hibernian: 1998-1999